# Emmanuel Matadi
Emmanuel Matadi (né le 15 avril 1991) est un athlète libérien, spécialiste des épreuves de sprint. 

## Biographie
Le 18 mars 2016, il porte son record sur 100 m à 10 s 14 à Redlands, obtenant le minima pour les Jeux olympiques de Rio.
Il remporte la médaille de bronze du 200 mètres lors des championnats d'Afrique 2016, à Durban, devancé par le Sud-africain Wayde van Niekerk et le Gambien Adama Jammeh.
Le 5 août 2016, il est le porte-drapeau du Liberia lors de la cérémonie d'ouverture des Jeux olympiques de 2016 à Rio.
Il est nommé porte-drapeau de la délégation du Liberia aux Jeux olympiques d'été de 2024 à Paris aux côtés de l'athlète Thelma Davies.

### Palmarès
| Date | Compétition            | Lieu   | Résultat | Épreuve   | Temps   |
| ---- | ---------------------- | ------ | -------- | --------- | ------- |
| 2016 | Championnats d'Afrique | Durban | 3e       | 200 m     | 20 s 55 |
| 2024 | Jeux africains         | Accra  | 3e       | 4 × 100 m | 38 s 73 |

### Records
| Épreuve | Temps   | Lieu        | Date           |
| ------- | ------- | ----------- | -------------- |
| 100 m   | 10 s 01 | Montverde   | 5 juillet 2019 |
| 200 m   | 20 s 33 | San Antonio | 2 avril 2022   |